# Charaxes ocellatus
Charaxes ocellatus is een vlinder uit de familie van de Nymphalidae. De wetenschappelijke naam van de soort is voor het eerst geldig gepubliceerd in 1896 door Hans Fruhstorfer.